# ديفيد ناي
ديفيد ناي (بالإنجليزية: David C. Nye)‏ هو قاضي أمريكي، ولد في 1958 في لينووود في الولايات المتحدة.